# ラリー・ニュージーランド

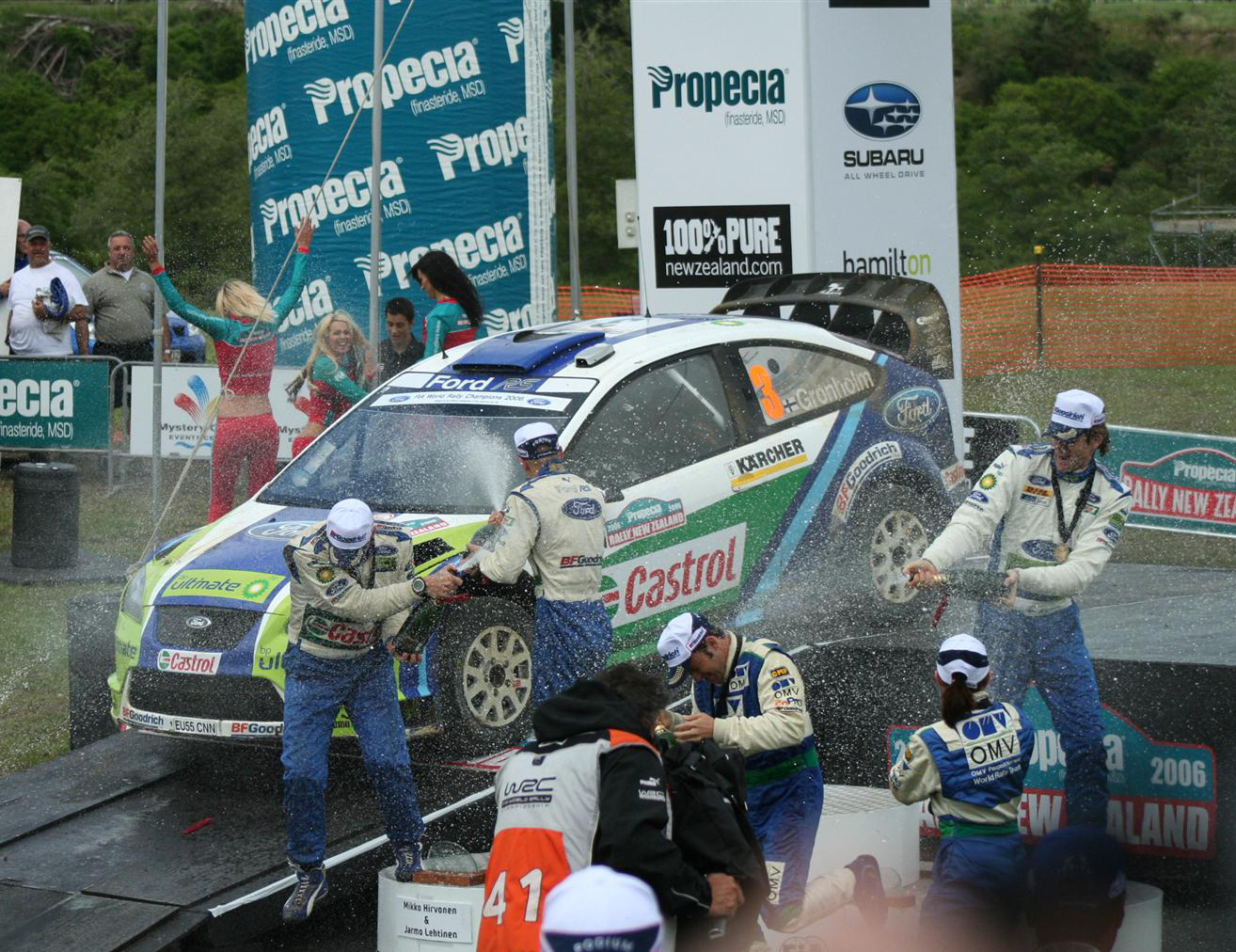
2006年

ラリー・ニュージーランド（Rally New Zealand）は、ニュージーランド北島のオークランドで開催される世界ラリー選手権 (WRC) の一戦。

## 特徴
1969年に始まった南半球ではもっとも歴史が長いラリーイベント。1977年よりWRCの一戦として開催されてきたが、2009年よりラリー・オーストラリアとの交互開催となり、原則偶数年に開催されてきた。2012年を最後にカレンダーから外れており、2020年にWRC復帰する予定となったが、新型コロナウイルスの影響により、開催中止となった。2022年に10年ぶりに開催された。
海岸沿いの美しい牧草地帯を走る高速グラベルコースであり、かまぼこ状の傾斜が付いた滑らかな路面が特徴。ドライバーからの評価は高く、優勝経験を持つヤリ＝マティ・ラトバラは「路面に自然なキャンバーがついているから、道路上でマシンと一緒に踊っているような感じがする」「3速で行くべきコーナーでも、キャンバーと路面がワイドならば、5速で攻めることができる。だから、とてもエキサイティングなんだ」と語っている。
開催期時期は南半球の秋にあたり、天候が不安定で、雨が降ると非常に滑りやすくなる。

## 歴代優勝者
| 年       | シリーズ               | 優勝者                   | 優勝者                           | 車輌                              |
| 年       | シリーズ               | ドライバー               | コ・ドライバー                   | 車輌                              |
| -------- | ---------------------- | ------------------------ | -------------------------------- | --------------------------------- |
| 1969年   |                        | Grady Thompson           | Rick Rimmer                      | ホールデン・モナーロ              |
| 1970年   | Paul Adams             | Don Fenwick              | BMW・2002                        |                                   |
| 1971年   | Bruce Hodgson ll       | Mike Mitche              | フォード・コーティナ ロータス    |                                   |
| 1972年   | アンドリュー・コーワン | Jim Scott                | ミニ・1275GT                     |                                   |
| 1973年   | ハンヌ・ミッコラ       | Jim Porter               | フォード・エスコートRS1600       |                                   |
| 1975年   | Mike Marshall          | Arthur McWatt            | フォード・エスコートRS1600       |                                   |
| 1976年   | Andrew Cowan           | Jim Scott                | ヒルマン・アベンジャー           |                                   |
| 1977年   | WRC                    | フルヴィオ・バッケーリ   | Francesco Rossetti               | フィアット・131アバルト           |
| 1978年   |                        | Russell Brookes          | Chris Porter                     | フォード・エスコートRS1800        |
| 1979年   | WRC                    | ハンヌ・ミッコラ         | アーネ・ヘルツ                   | フォード・エスコートRS1800        |
| 1980年   | WRC                    | ティモ・サロネン         | セッポ・ハルヤンヌ               | ダットサン・160J                  |
| 1981年   |                        | Jim Donald               | Kevin Lancaster                  | フォード・エスコートRS1800        |
| 1982年   | WRC                    | ビョルン・ワルデガルド   | ハンス・ソルセリウス             | トヨタ・セリカ2000GT              |
| 1983年   | WRC                    | ワルター・ロール         | クリスチャン・ガイストドルファー | ランチア・ラリー037               |
| 1984年   | WRC                    | スティグ・ブロンクビスト | ビョルン・セダーベルグ           | アウディ・クワトロA2              |
| 1985年   | WRC                    | ティモ・サロネン         | セッポ・ハルヤンヌ               | プジョー・205ターボ16E2           |
| 1986年   | WRC                    | ユハ・カンクネン         | ユハ・ピロネン                   | プジョー・205ターボ16E2           |
| 1987年†  | WRC                    | フランツ・ヴィットマン   | ヨルグ・パターマン               | ランチア・デルタHF 4WD            |
| 1988年†  | WRC                    | セップ・ハイダー         | フェルディ・ヒンターライトナー   | オペル・カデットGSi 16V           |
| 1989年†  | WRC                    | イングバー・カールソン   | パー・カールソン                 | マツダ・323 4WD                   |
| 1990年   | WRC                    | カルロス・サインツ       | ルイス・モヤ                     | トヨタ・セリカGT-FOUR             |
| 1991年   | WRC                    | カルロス・サインツ       | ルイス・モヤ                     | トヨタ・セリカGT-FOUR             |
| 1992年   | WRC                    | カルロス・サインツ       | ルイス・モヤ                     | トヨタ・セリカターボ4WD           |
| 1993年   | WRC                    | コリン・マクレー         | デレック・リンガー               | スバル・レガシィRS                |
| 1994年   | WRC                    | コリン・マクレー         | デレック・リンガー               | スバル・インプレッサ555           |
| 1995年   | WRC                    | コリン・マクレー         | デレック・リンガー               | スバル・インプレッサ555           |
| 1996年†† | W2L APRC               | リチャード・バーンズ     | ロバート・レイド                 | 三菱・ランサーエボリューションIII |
| 1997年   | WRC                    | ケネス・エリクソン       | スタファン・パルマンダー         | スバル・インプレッサWRC           |
| 1998年   | WRC                    | カルロス・サインツ       | ルイス・モヤ                     | トヨタ・カローラWRC               |
| 1999年   | WRC                    | トミ・マキネン           | リスト・マニセンマキ             | 三菱・ランサーエボリューションVI  |
| 2000年   | WRC                    | マーカス・グロンホルム   | ティモ・ラウティアイネン         | プジョー206WRC                    |
| 2001年   | WRC                    | リチャード・バーンズ     | ロバート・レイド                 | スバル・インプレッサWRC           |
| 2002年   | WRC                    | マーカス・グロンホルム   | ティモ・ラウティアイネン         | プジョー206WRC                    |
| 2003年   | WRC                    | マーカス・グロンホルム   | ティモ・ラウティアイネン         | プジョー206WRC                    |
| 2004年   | WRC                    | ペター・ソルベルグ       | フィル・ミルズ                   | スバル・インプレッサWRC           |
| 2005年   | WRC                    | セバスチャン・ローブ     | ダニエル・エレナ                 | シトロエン・クサラWRC             |
| 2006年   | WRC                    | マーカス・グロンホルム   | ティモ・ラウティアイネン         | フォード・フォーカスWRC           |
| 2007年   | WRC                    | マーカス・グロンホルム   | ティモ・ラウティアイネン         | フォード・フォーカスWRC           |
| 2008年   | WRC                    | セバスチャン・ローブ     | ダニエル・エレナ                 | シトロエン・C4 WRC                |
| 2010年   | WRC                    | ヤリ＝マティ・ラトバラ   | ミイカ・アンティラ               | フォード・フォーカスWRC           |
| 2011年   |                        | ヘイデン・パッドン       | ジョン・ケナード                 | スバル・インプレッサWRX           |
| 2012年   | WRC                    | セバスチャン・ローブ     | ダニエル・エレナ                 | シトロエン・DS3 WRC               |
| 2020年   | WRC                    | 中止                     | 中止                             | 中止                              |
| 2022年   | WRC                    | カッレ・ロバンペラ       | ヨンネ・ハルットゥネン           | トヨタ・GRヤリス ラリー1          |

- † 1987- 1989年はWRCドライバーズ選手権のみ。
- †† 1996年はFIA2リッターワールドカップ (W2L) とアジアパシフィックラリー選手権 (APRC) の併催。